# 安阳镇 (十堰市)
安阳镇，是中华人民共和国湖北省十堰市郧阳区下辖的一个乡镇级行政单位。

## 行政区划
安阳镇下辖以下地区：
西堰村、居峪村、槐树村、前湾村、余咀村、钟家河村、藨湖村、小细峪村、老虎道村、大峪村、横山村、安阳口村、小河村、李营村、陈营村、寨沟村、二龙山村、冷水庙村、大柏树村、王庄村和罗河村。